# Charles Edward Borden
Charles Edward Borden, auch Charles Ernest Borden oder Carl Borden (* 15. Mai 1905 in New York; † 25. Dezember 1978 in Vancouver) war ein amerikanisch-kanadischer Germanist und Archäologe deutscher Abstammung, der als ‚Vater der Archäologie in British Columbia‘ gilt und sich vor allem um die Ur- und Frühgeschichte der Provinz verdient gemacht hat, in der er ab 1939 lebte. Das System, mit dem alle archäologischen Stätten in Kanada bezeichnet werden, geht auf ihn zurück und heißt daher Borden system. 1945 unternahm er seine erste Ausgrabung. Für die wichtigste der von ihm ausgegrabenen Stätten hielt er die Milliken site im Fraser Canyon, deren älteste Fundstücke etwa 9500 Jahre alt sind. Sie war zu dieser Zeit die älteste bekannte Siedlungsstätte in Kanada.

## Leben und Werk

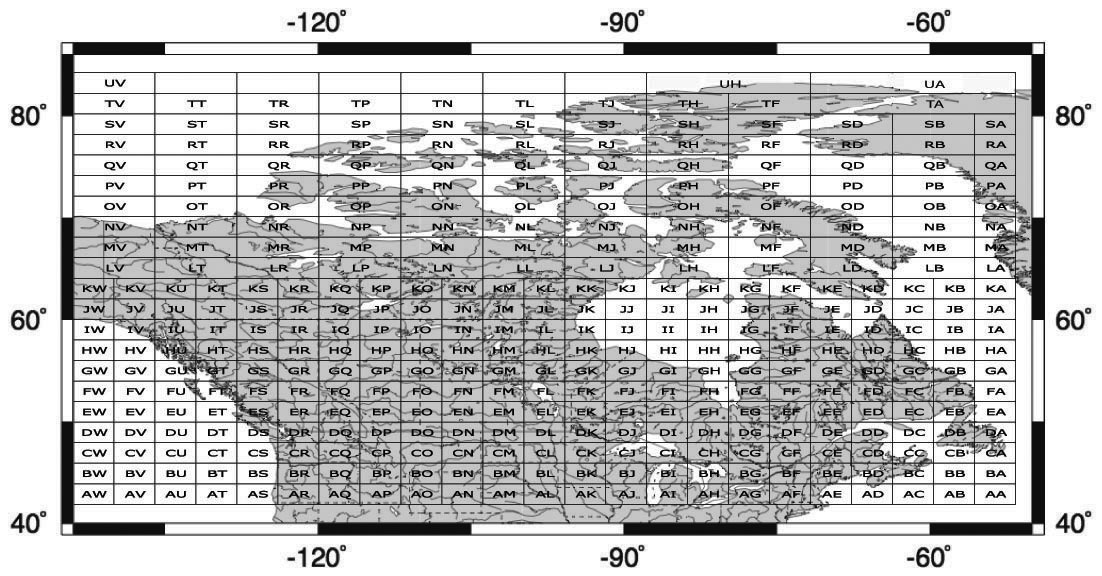
Das kanadische Gittersystem nach Borden lässt schon anhand der Kurzbezeichnung jeder archäologischen Fundstätte erkennen, wo sich die Stätte im in dem riesigen Land befindet.

### Geburt in New York, Jugend in Hamburg (bis 1922)
Charles Edward Borden wurde am 15. Mai 1905 in New York geboren. Seine Mutter stammte aus Deutschland, sein Vater, wohl John Harvey Borden, hatte die Yale University Medical School absolviert, starb jedoch bereits 1908. Die Mutter nahm „Carl“ – die Namensform, die Charles bevorzugte – und seine jüngere Schwester mit nach Deutschland. Dort wurde, bedingt durch den heraufziehenden Ersten Weltkrieg, nur noch Deutsch gesprochen. Sein Stiefvater wurde Wilhelm Friedrich Rück (oder Rieck), der Stadtbaumeister war.
Carl ging zunächst in die Vorschulklasse der Knabenschule Eppendorf, dann besuchte er von 1913 bis 1922 das Gymnasium von Bergedorf bei Hamburg, wo die Familie lebte. Er verließ das Gymnasium als Schüler der Obersecunda am 23. Oktober 1922.

### Rückwanderung in die USA, Gelegenheitsarbeiten, Germanistikstudium
Danach begann er eine Landwirtschaftslehre, entschloss sich jedoch mit 17 Jahren, wieder in die USA zu gehen. Die Arbeit in der Kombüse ersparte ihm die Kosten der Überfahrt, er kam praktisch mittellos in New York an. Mitten im Krieg stieß sein amerikanischer Geburtsnachweis auf Misstrauen bei den Einwanderungsbehörden.
Zunächst bemühte sich Borden, wieder Englisch zu lernen. Er arbeitete für eine Minengesellschaft im Bundesstaat New York. Dann zog er nach Los Angeles, wo er als Fotograveur arbeitete und schrieb sich mit 23 an der University of California für Deutsche Literatur ein. 1932 schloss er sein Studium mit einem Bachelor ab. In Berkeley erlangte er 1933 den Master, dann den Ph.D. in Germanistik, dazu 1937 einen Abschluss in Botanik.

### Familiengründung, Umzug nach Portland, Vancouver, Grabungen
In Berkeley lernte er seine spätere Frau Alice V. Witkin kennen. 1938 zogen er, seine Frau und ihr gemeinsamer Sohn John Harvey nach Oregon. Er unterrichtete Deutsch am Reed College in Portland. Von der University of British Columbia erhielt er einen Ruf als Assistant Professor, eine Stelle, die er im Herbst 1939 antrat. In Vancouver wurde 1944 der zweite Sohn Richard Keith geboren. Erst 1972 nahm Borden die kanadische Staatsbürgerschaft an.
Borden hatte bereits als Schüler bei Hamburg an archäologischen Grabungen teilgenommen. Als Wendepunkt gilt die Tatsache, dass er 1943 Philip Druckers Archaeological Survey of the Northern Northeast Coast las. Da es der Universität, die ihn für Germanistik angestellt hatte, an Literatur zur Theorie des Dramas fehlte, las Borden nun alles, was er finden konnte, zur Archäologie British Columbias.
Nahe dem Campus der University of British Columbia fand er Überreste von Lagern, als er 1945 Untersuchungen anstellte. 1946 fand er Muschelhaufen, die beim Ausbau eines Kellers aufgehäuft worden waren. Dort, an der Locarno Beach site grub er bis 1948, bis die Fundstätte zerstört wurde. Der Great Fraser Midden war bis dahin die einzige bekannte Fundstätte dieser Art im Raum Vancouver. Borden stellte fest, dass das abgelagerte Material sich sehr stark unterschied. Wenige Kilometer flussaufwärts fand er einen weiteren Muschelhügel, der als Marpole site bekannt wurde. Auch diese konnte er nur eilig dokumentieren, bevor Baufahrzeuge sie zerstörten.

### Rettungsprogramm für archäologische Stätten
Borden versuchte ein Rettungsprogramm für archäologische Stätten in der schnell wachsenden Stadt auf die Beine zu stellen. Weder Kanada noch die Provinz zeigten das geringste Interesse an ihrer Frühgeschichte, so dass Borden mit eigenen und geringen Forschungsmitteln arbeiten musste. Unter den Studenten der Universität konnte er niemanden dazu gewinnen, an seinen Grabungen und Forschungen teilzunehmen.
Daher wandte er sich an die University of Washington, genauer an Professor Erna Gunther. Die beiden setzten für die Studenten in Seattle ein Lehrprogramm auf und führten eine erste Probekampagne durch. Im Juni 1950 arbeiteten sie an der Whalen site bei Point Roberts, im Spätsommer grub Borden an der protohistorischen Carrier Indian house depression bei Chinlac, nördlich von Vanderhoof im Gebiet der Dakelh. Es handelte sich um das größte Dorf in dem Gebiet mit weiträumigen Handelsbeziehungen. So fand Borden Glasperlen, Metallgegenstände, es fand sich sogar eine Münze der chinesischen Song-Dynastie (960–1279). Dieser Ort wurde um 1745 von Chilcotin zerstört. Notgrabungen bestimmten das Bild von Anfang an. So untersuchte er mit Studenten das System des Tweedsmuir Park lake bevor es geflutet wurde.

### Lehre in Germanistik (bis 1969) und Anthropology (bis 1970)
Schließlich konnte Borden seine Universität dazu bewegen, die Stelle eines Anthropologen zu schaffen, der sich mit ethnologischen und ethnohistorischen Fragen beschäftigen sollte. So leitete er neben Germanistikveranstaltungen Archäologiekurse. Obwohl das Department of Anthropology and Sociology schnell wuchs, wurde er erst 1969 von der Doppelbelastung befreit, ein Jahr vor seiner Emeritierung. Er erhielt eine volle Stelle als Archäologe.
Von 1956 bis 1962 schrieb er im Abschnitt Notes and News der Zeitschrift American Antiquity, von 1963 bis 1969 schrieb er für die Encyclopedia Britannica.

### Schutzgesetzgebung (1969), Emeritierung (1970), Kooperationsgrundsatz
Einer seiner größten Erfolge gelang ihm 1969, als nach zehn Jahren Arbeit das Parlament der Provinz für die Verabschiedung des Archaeological and Historical Sites Protection Act votierte. Sein wichtigster Mitstreiter war dabei Wilson Duff vom British Columbia Provincial Museum. Es entstand der Archaeological Sites Advisory Board, dem bis 1967 Howard Duff als Chairman vorsaß. Ihm folgte bis 1977 Borden, der nach einem neuen Archäologiegesetz zurücktrat. 1970 wurde erstmals ein Provinzarchäologe ernannt. Borden verbrachte viele Sommer und sogar Winter im Feld und konnte seine Notizen oftmals nur nachts niederlegen.
1970 wurde er emeritiert, im selben Jahr starb seine Frau. Borden stürzte sich in die Feldarbeit, doch 1973 erlitt er einen schweren Herzinfarkt.
1976 heiratete er ein zweites Mal. Seine Frau Hala (Helga) sorgte dafür, dass er von vielen Dingen, die seine Gesundheit belasteten, befreit wurde, doch während er einen Beitrag für Roy Carlsons Werk über die Kunst der Nordwestküste schrieb, erlitt er einen Schlaganfall und starb am 25. Dezember 1978 in Vancouver.
Bordens Beitrag bei der Entstehung der Archaeological Society of British Columbia kann kaum überschätzt werden. Er war stolz darauf, mit mehreren Familien im Reservat engen Kontakt zu pflegen und freute sich über ihre Unterstützung. Mit seinen Studenten, von denen viele eine wissenschaftliche Karriere einschlugen, grub er dort ein Langhaus aus.

## Auszeichnungen
1967 erhielt er für seine Verdienste um die Forschung die Centennial Medal, 1977 folgte die Silver Jubilee Medal von der Königin. 1975 erhielt er den Ehrengrad eines Literarum Doctor von der University of British Columbia, 1978 folgte, zusammen mit Norman Emerson, der Smith-Wintemberg Award von der Canadian Archaeological Association. Emerson grub ab 2002 an der Little John Site im Yukon und nahm dazu, ähnlich wie Borden, engen Kontakt zur lokalen First Nation auf.

## Werke
- Preliminary report on the archeology of Point Grey, British Columbia, Victoria 1947.
- An ancient Coast Indian Village in Southern British Columbia, in: Indian Time 2 (1955) 9–19.
- Results of Two Archaeological Surveys in the East Kootenay Region of British Columbia, in: Research Studies of the State College of Washington 24 (1956) 73–104 ISSN 0363-3829.
- DjRi 3, An Early Site in the Fraser Canyon, British Columbia, in: National Museum of Canada. Bulletin 162 (1960) 101–118 (verfasst 1957).
- West Coast Crossties with Alaska, in: John M. Campbell (Hrsg.): Prehistoric Cultural Relations between the Arctic and Temperate Zones of North America (= Arctic Institute of North America. Technical Paper, 11). Arctic Institute of North America, Montreal 1962, S. 9–19, 170–181.
- Origins and development of early Northwest Coast culture to about 3000 B.C., National Museums of Canada, Ottawa 1975.